# Marketing
A marketing olyan vállalati tevékenység, amely  elemzi a piacot, meghatározza az eladni kívánt termékeket és szolgáltatásokat, megismerteti azokat a fogyasztókkal, kialakítja az árakat, megszervezi az értékesítést, és befolyásolja a vásárlókat. Kiterjesztett értelemben a marketing nem csupán termékek és szolgáltatások, hanem lényegében bármilyen gondolat, eszme, sőt akár személy megismertetését, elfogadtatását és népszerűsítését is szolgálhatja. A marketing kiterjedhet tehát olyan nem nyereségorientált területekre is, mint például az oktatás, a kultúra, a vallás vagy a politika.
A marketing a társadalomtudományok kombinációja, mivel egyszerre fedi le a közgazdaságtan, pszichológia, a szociológia, az antropológia, a vezetéstudomány, az alkalmazott matematika és az alkalmazott statisztika egyes területeit.
A vállalat szempontjából a marketingfunkció azért kiemelt jelentőségű, hogy a vállalaton kívüli piaci információkat belső erőforrássá tudja alakítani; továbbá, hogy a piackutatás révén megismerje a fogyasztói igényeket és preferenciákat; valamint, hogy a versenytárselemzés révén kiismerje riválisait. Ezek által a marketing nagyban hozzá tud járulni a szervezet nyereségessé tételéhez.
A valódi marketing nem egyenlő az eladás művészetével, annál sokkal több, a szükséges cselekedetek tudásának művészete.

## A marketing története, fejlődésének szakaszai

### Termelés központú korszak (körülbelül 1850-ig)
- a fizikai javak, azon belül is a differenciálatlan tömegtermékek álltak az árucsere központjában
- a vállalatok (pontosabban akkoriban a gyárak) érdeklődése elsősorban a termékek gyártásra irányult
- a fő cél a termelés növelése, és nem a fogyasztói igények megismerése, illetve kielégítése volt
- a fentiek következményeképpen: a marketing fogalma nagyjából egybeesett a kereskedelem fogalmával

### Értékesítés központú korszak (körülbelül 1850-től 1940-ig)
- árubőség alakult ki a technika dinamikus fejlődése miatt (második ipari forradalom)
- a fogyasztók jövedelme és életszínvonala megemelkedett
- ezzel párhuzamosan a fogyasztói igények és preferenciák sokszínűsége jelent meg a piacon
- nőtt a versenyintenzitás
- a vállalatok alapvetően egyoldalú marketingkommunikációt alkalmaztak, mely elsősorban az értékesítés növelésére irányult
- a fentiek következményeképpen: a marketing értelmezése átalakult, s már elsősorban a kereskedelembe kerülő javak cseréjét támogató funkcióvá vált

### Vevőorientált korszak (körülbelül 1940-től 1980-ig)
- tovább nőtt a piacon a választék, a termékek mellett egyre jelentősebbé váltak a szolgáltatások
- a fogyasztói igények még inkább differenciálódtak
- a vállalatok felismerték a piac vizsgálatának, a piackutatásnak a fontosságát
- a szervezetek a termelést, a termékkialakítást; az árak meghatározását; az értékesítés megtervezését; illetve a kommunikációt a célcsoport szükségleteinek megfelelően alakították ki
- létrejött a marketingtevékenység folyamata és eszköztára, és megjelent a marketingtudomány
- a fentiek következményeképpen: elsősorban nem maga a termék vagy annak eladása, hanem a vevői preferenciák kiismerése és a vevői igények kielégítése került a marketing középpontjába

### Társadalomorientált korszak (1980-tól napjainkig)

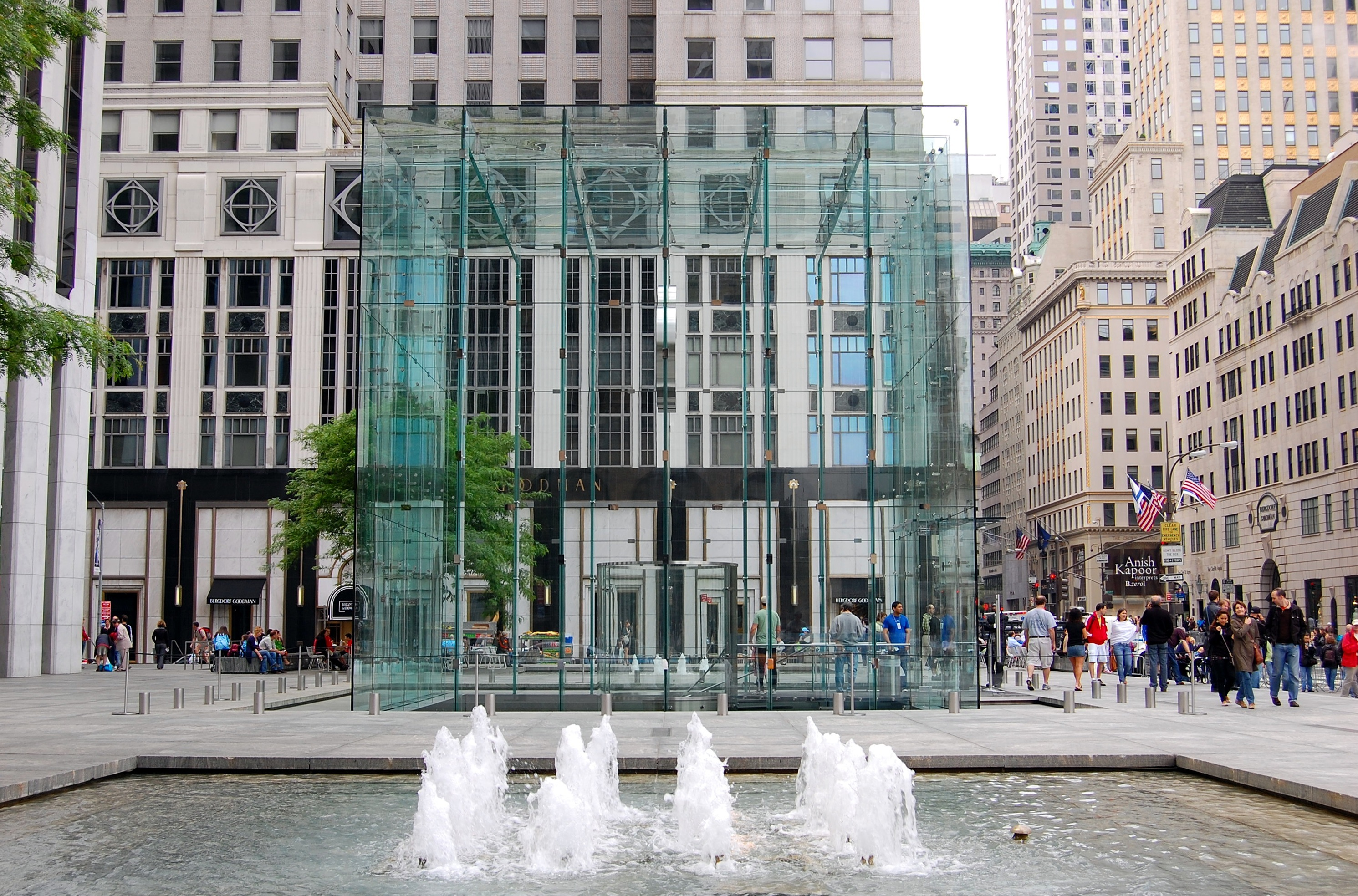
Az Apple bolt az 5th Avenue-n New Yorkban. Az újjávarázslás stratégiája (2006)

- a fizikai javak helyett a szolgáltatások kerültek előtérbe
- a piaci választék és a fogyasztói igények olyan mértékben növekedtek, hogy megjelent a "mass customization", azaz a "tömeges személyreszabás" fogalma
- a profitorientáció és a vevői igények megismerése és célok elérése mellett megtörtént a környezetet fenyegető veszélyek felismerése és csökkentése (zöldmarketing), és előtérbe került az egészséges életmód valamint a társadalmilag rászorulók támogatása is
- megjelent az online marketing, melynek következtében a vállalatok és a fogyasztók közötti kommunikáció közvetlenné vált
- a marketingtudomány önálló menedzsment-tudományi diszciplína és üzleti funkció lett
- a fentiek következményeképpen: a marketing, mint önálló vállalati funkció fő feladata a nyereség, a fogyasztói igények és a társadalmi érdekek összehangolása lett

## Marketingmix
A marketing eszközeit sokféleképpen csoportosíthatjuk, az egyik legelterjedtebb csoportosítás az úgynevezett marketingmix. A marketingmix a vállalati marketingeszközök kombinációja, alkalmazásának célja hogy az adott vállalat elérje a kitűzött marketingcéljait. A marketingmix Jerome McCarthy és William Perreault nevéhez fűződik, és alapvetően négy elemből áll:
- termékpolitika (product)
- árpolitika (price)
- értékesítési politika (place)
- marketingkommunikációs politika (promotion)

A marketingmixet gyakran hívják az elnevezés angol kezdőbetűiből alkotott "4P"-nek is.
A marketingmix elemeit kizárólag integráltan érdemes alkalmazni. Ez azt jelenti, hogy amennyiben a termék egy prémium minőségű áru (termékpolitika), úgy érdemes annak magasabb árat szabni (árpolitika), exkluzív üzlettípusokba elhelyezni (értékesítési politika), és a magas minőséget kiemelő presztízsreklámot alkalmazni (marketingkommunikációs politika). Ezzel szemben ha a termék egy tömegáru (termékpolitika), akkor érdemes alacsonyabb árat kialakítani (árpolitika), sok üzletben elérhetővé tenni (értékesítési politika), és a vásárlásra buzdító, egyszerű reklámokat alkalmazni (marketingkommunikációs politika).

### Termékpolitika (product)
A termék a marketingfelfogás szerint olyan fizikai, esztétikai és szimbolikus tulajdonságok összessége, amely a fogyasztó igényeit hivatott kielégíteni. Ennek értelmében a termék nemcsak fizikai, kézzelfogható tulajdonságok halmaza, hanem megjelennek benne elvont elemek is, például egy termék ígérete. A fogyasztók egy termék vásárlása során megkülönböztetnek úgynevezett kritikus (azaz mindenképpen szükséges) -, elvárt (azaz szükséges) -, és kényeztető (azaz a szükségest felülmúló) terméktulajdonságokat.
A termékeket alapvetően két csoportra oszthatjuk, termelési eszközökre és fogyasztási cikkekre. A termelőeszközök olyan eszközök, melyeket további termékek gyártására használnak, lehetnek például: alapanyagok, alkatrészek, részegységek, műszerek, gépek vagy nagyberendezések. A fogyasztási cikkek olyan termékek, melyet a fogyasztók közvetlenül használnak fel. Míg a B2B (business to business, azaz szervezetközi) marketing elsősorban a termelési eszközök marketingjére, addig a B2C (business to consumer, azaz a vállalatoktól a fogyasztók felé irányuló) marketing a fogyasztási cikkekre fókuszál.
A termékpolitikai döntések magukban foglalják:
- a terméktervezést és termékfejlesztést
- a termékkínálat kialakítását
- a termékek formatervezését (dizájn)
- a termékek csomagolását
- a termékek minőségének biztosítását
- a garanciára vonatkozó intézkedéseket

A termékpolitikához szorosan kapcsolódó, ám külön tárgyalandó fogalom a márka fogalma. A márka olyan szimbólumok összessége, melynek feladata a termékek és szolgáltatások egy meghatározott gyártóval való azonosítása és egyúttal azoknak más termékektől való megkülönböztetése. A márkának ezen funkcionális feladatai mellett érzelmi feladatai kiemelkedőek: a fogyasztók nagyon gyakran a márkával való érzelmi azonosulás miatt döntenek az adott termék megvásárlása mellett. Márkaértéken a márkának azon tulajdonságait értjük, melyek révén az egyes termékek és szolgáltatások fogyasztóinak valamilyen többletet képes nyújtani.

### Árpolitika (price)
Az árpolitika alapvetően a kínált termékek árának meghatározására vonatkozó elvek és módszerek összessége. Az árpolitika elemei a következőek: 
- ármeghatározás
- árképzési módszerek kialakítása és alkalmazása
- árdifferenciálási stratégiák (például felárak, árengedmények, akciók) megtervezése
- költségvizsgálatok, haszonkulcs kiszámítása
- fogyasztói árelfogadás elemzése
- árérzékenység vizsgálata
- hitelfelvételi lehetőségek

### Értékesítési politika (place)
Értékesítési rendszeren a terméknek a termelőtől a fogyasztóig/felhasználóig történő eljuttatását biztosító vállalaton belüli és kívüli szervezeteket és az általuk ellátott funkciókat értjük. Mivel a termékek rendszerint a termelőtől nem közvetlenül jutnak el a fogyasztókhoz (bár ilyen is előfordulhat, például ha közvetlenül a bortermelőtől vásárolunk bort), ezért szükséges a termékek értékesítési útját, azaz a közvetítő kereskedőit (nagykereskedők, kiskereskedők) és elosztási csatornáit megtervezni. Az értékesítési politika ezek kiválasztására és alkalmazására vonatkozó elvek és módszerek összessége. Az értékesítési politika magába foglalja:
- a kereskedelmi formák közötti választást
- a kereskedelmi partnerek kiválasztását és értékelését
- a logisztikát (a csomagolást, a raktározást, a készletgazdálkodást, a szállítást)
- az értékesítés szelektivitásának meghatározását (intenzív értékesítési stratégia vagy szelektív értékesítési stratégia alkalmazását)
- az értékesítési csatornák kiválasztását

### Marketingkommunikációs politika (promotion)
A marketingkommunikáció az eladótól a vevő felé irányuló, üzleti célú információkibocsátás, mely egyrészt tudatja a vásárlóval, hogy létezik a termék; másrészt a vevő attitűdjét, magatartását kívánja befolyásolni oly módon, hogy a fogyasztóban igényt ébreszt a termék vagy szolgáltatás iránt. Összefoglalóan tehát a marketingkommunikációs üzeneteket nevezzük reklámoknak. Sokan tévesen a marketinget kizárólag a reklámozással azonosítják, noha ahogy azt az előzőekből is láthatjuk, a marketing ennél jóval tágabban értelmezendő. A vállalatok marketingkommunikációs tevékenysége megosztó jelenség, az azonban kétségtelen, hogy pozitív hatásai között megemlíthető, hogy jelentősen növeli a fogyasztó tájékozottságát, valamint hogy csökkenti az eladó és vevő egymásra találásának tranzakciós költségeit. A marketingkommunikáció két nagyon fontos modellre épül: az egyik az úgynevezett AIDA modell, a másik pedig az 5M modell.
Az AIDA egy betűszó, amely a modell elemei angol megfelelőinek a kezdőbetűiből tevődik össze. Elias St. Elmo Lewis, az AIDA modell megalkotója szerint ahhoz, hogy a marketingkommunikáció sikeres legyen (azaz a fogyasztók végül megvegyék az adott terméket vagy szolgáltatást), az alábbi taktikát érdemes követni: "Vond magadra a figyelmet, tartsd fenn az érdeklődést, kelts vágyat, és válts ki cselekvést!" A modell elemei tehát a következőek:
1. Figyelem felkeltés (attention)
2. Érdeklődés ébresztése (interest)
3. Vágy keltése (desire)
4. A „cselekvés”, azaz a vásárlás (action)

Az 5M modell Philip Kotler nevéhez fűződik, aki a modellt a reklámkampányok megtervezésére alkotta meg. Az "5M" megnevezés a modell elemeinek angol megnevezéséből fakad. Kotler szerint ezeket az elemeket figyelembe véve érdemes megalkotni a marketingkommunikációs tervet:
1. Cél, misszió (mission): a reklám céljának (például ismertség növelése, márka pozicionálása, újrapozicionálás, márkatudatosság erősítése stb.) meghatározása.
2. Költségvetés (money): a kampány pénzügyi szükségleteinek megszabása.
3. Üzenet (message): annak a megállapítása, hogy a reklám által milyen gondolatot, üzenetet szeretnénk eljuttatni a fogyasztókhoz.
4. Média (media): annak a meghatározása, hogy milyen médiumra vagy médiumokra épüljön a reklámkampány, illetve ehhez pontos időterv készítése.
5. Mérés (measurement): az adott kampány hatékonyságának (például érthetőségének, tetszésének, relevanciájának, a gyártóval való azonosításának, stb.) a mérése. A méréseket jellemzően a reklámkampányt megelőzően, a kampány alatt, illetve után is elvégzik, így  kapva teljes képet az eredményekről.

A marketingkommunikációs politika tehát magába foglalja a marketingkommunikációs aktivitások megtervezését és kivitelezését, illetve a reklámhatás mérését és elemzését. A vállalatok marketingkommunikációs tevékenységeiben gyakran a reklámügynökségek, kreatív ügynökségek, médiaügynökségek segédkeznek.
Fogyasztási cikkek esetén a marketingkommunikációs üzenetek, azaz a reklámok tehát alapvetően (de nem feltétlenül) a vállalatok irányából érkeznek és alapvetően (de nem feltétlenül) a fogyasztók felé irányulnak. Emellett létezik az úgynevezett szájreklám (angolul word-of-mouth, röviden WOM illetve új formája az electronic word-of-mouth, e-WOM) is, mely alatt a fogyasztók egymás közötti, a vállalatra vagy márkára vonatkozó kommunikációját értjük (az e-WOM tipikus példái a blogok, vlogok, internetes fórumok és vélemények).
A reklám legtipikusabb, a vállalattól a fogyasztók felé irányuló formái az alábbiak:
- klasszikus hirdetések
- public relations (PR)
- szponzoráció
- termékmegjelenítés (product placement)
- eladásösztönzés
- személyes eladás (personal selling)
- közvetlen marketing (direkt mail, telemarketing, célzott e-mail, mobilmarketing/sms-marketing)
- események és élmények

## Szolgáltatásmarketing
Manapság a marketingmix négy eleme gyakran más elemekkel is kiegészül, az egyik legismertebb ilyen terület a szolgáltatásmarketing. A marketingtudomány termékekre vonatkozó műveletei legtöbbször a szolgáltatásokra is érvényesek, utóbbiak azonban néhány olyan különleges tulajdonsággal is rendelkeznek, amelyeket a termékekre fókuszáló marketing nem tud kezelni. A szolgáltatások jellegzetességeit, sajátos kutatási eljárásait, gyakorlatát foglalja össze a szolgáltatásmarketing.
A szolgáltatásokat a termékektől alapvetően az alábbi négy tulajdonságuk különbözteti meg (ezeket a tulajdonságokat azok angol kezdőbetűiből HIPI-nek is szokták rövidíteni):
- Változékonyság (heterogeneity): a szolgáltatások minősége ingadozó, melynek legfőbb oka az emberi tényező jelenléte. A szolgáltatások minősége sohasem lehet teljesen megegyező.
- Megfoghatatlanság (intangibility): a szolgáltatásokat lehetetlen kézbe venni és megnézni.
- Tárolhatatlanság (perishability): a szolgáltatások nem raktározhatóak vagy készletezhetőek, így nem vehetjük őket igénybe egy másik időpontban.
- Egyidejűség (inseparability): a legtöbb esetben a szolgáltatások előállítása, megvásárlása és igénybevétele ugyanabban az időben történik.

Ebből kifolyólag a szolgáltatások esetén többféle tulajdonságról beszélhetünk: 
- Kutatható tulajdonságok: a szolgáltatás azon jellemzői, amelyeket igénybevétel előtt meg tudunk vizsgálni, képesek vagyunk értékelni.
- Tapasztalati tulajdonságok: a szolgáltatás azon jellemzői, amelyekről csak a igénybevétel után vagyunk képesek véleményt mondani.
- Bizalmi tulajdonságok: a szolgáltatás azon jellemzői, amelyeket még a igénybevétel után sem vagyunk képesek értékelni.

Ennek következtében a szolgáltatások esetében általában a "7P"-t alkalmazzák, mely a "4P"-hez képest a következő elemekkel egészül ki:
- Emberi tényezők (people): a szolgáltatást nyújtó személy vagy személyzet.
- Tárgyi környezet (physical evidence): a szolgáltatás környezete, a szolgáltatás megfogható elemei (például a helyszín, a bútorok, a dekoráció stb.).
- Folyamat (process): a fogyasztó kiszolgálásának a folyamata (a várakozási idő, a rugalmasság, az alkalmazott technológia stb.)

## A marketinget befolyásoló külső tényezők
A marketingmixben megismert eszközök mind olyan eszközök, amelyekre a szervezet közvetlenül tud hatni. A vállalatok marketingtevékenységét azonban számos olyan külső tényező befolyásolja, amelyekre a vállalatoknak elenyésző vagy egyáltalán nincs ráhatása. Ezen tényezők vizsgálásához nyújt jó alapot az úgynevezett PESTEL elemzés. A PESTEL elemzés során hat tényezőt veszünk figyelembe (a PESTEL név a vizsgálandó faktorok angol kezdőbetűiből tevődik össze):
- politikai (political) tényezőket (például bürokrácia, korrupció, szólásszabadság stb.)
- gazdasági (economic) tényezőket (például gazdasági növekedés, infláció/defláció, munkanélküliség stb.)
- társadalmi (social) tényezőket (például népesség, életmód, kultúra stb.)
- technológiai (technological) tényezőket (például infrastruktúra stb.)
- környezeti (ecological) tényezőket (például fenntartható termékkialakítás stb.)
- jogi (legal) tényezőket (például reklámtörvények, versenyjogi törvények stb.)